# Sophie Løhde
Sophie Løhde, née le 11 septembre 1983 à Birkerød (Danemark), est une femme politique danoise, membre du parti Venstre.

## Biographie
Sophie Løhde travaille comme assistante de ventes dans une chaîne de bijouteries après ses études secondaires, puis comme aide-soignante. En 2004, elle commence des études d'économie à l'école de commerce de Copenhague, dont elle est diplômée en 2007. En parallèle de ses études, elle travaille à partir de 2005 comme assistante politique du député Michael Aastrup Jensen.
Engagée au sein du parti Venstre, elle obtient un premier mandat local lors des élections locales de 2001 en étant élue au conseil de l'amter de Frederiksborg. Lors des scrutins locaux de 2005, elle est élue conseillère municipale de Rudersdal et conseillère régionale de Hovedstaden,.
Elle est élue députée au Folketing lors des élections législatives de novembre 2007. Lors de son premier mandat, elle est la porte-parole de son groupe parlementaire pour la prévention, la psychiatrie, les bourses étudiantes et les questions liées aux Îles Féroé.
Elle est réélue pour un deuxième mandat de députée lors des élections législatives de septembre 2011. Elle devient alors la porte-parole de son groupe parlementaire pour la santé.
Elle remporte un troisième mandat lors des élections législatives du 18 juin 2015. Elle devient ministre de la Santé et des Personnes âgées dans le gouvernement formé le 28 juin par Lars Løkke Rasmussen après le scrutin.
Le 28 novembre 2016, quand Lars Løkke Rasmussen forme un nouveau gouvernement élargi à l'Alliance libérale et au Parti populaire conservateur, elle est nommée à la tête d'un nouveau ministère de l'Innovation publique.
Elle est réélue pour un quatrième mandat au Folketing lors des élections législatives de juin 2019, à l'issue desquelles son parti retourne dans l'opposition. Elle devient alors la porte-parole politique de son groupe parlementaire.
Elle est réélue pour un cinquième mandat lors des élections législatives du 1er novembre 2022. Alors que Venstre participe au gouvernement de coalition formé par Mette Frederiksen le 15 décembre, elle est nommée ministre de l'Intérieur et de la Santé.
En mai 2024, elle conclut avec les partis de la majorité et quatre partis d'opposition un accord pour étendre le droit à l'avortement au Danemark. L'accord prévoit principalement d'allonger de douze à dix-huit semaines de grossesse le délai légal de recours à l'avortement, et de permettre aux mineures de 15 à 17 ans d’avorter sans consentement parental.